# Villangómez
Villangómez – gmina w Hiszpanii, w prowincji Burgos, w Kastylii i León, o powierzchni 38,35 km². W 2011 roku gmina liczyła 255 mieszkańców.